# San Pietro in Montorio (títol cardenalici)

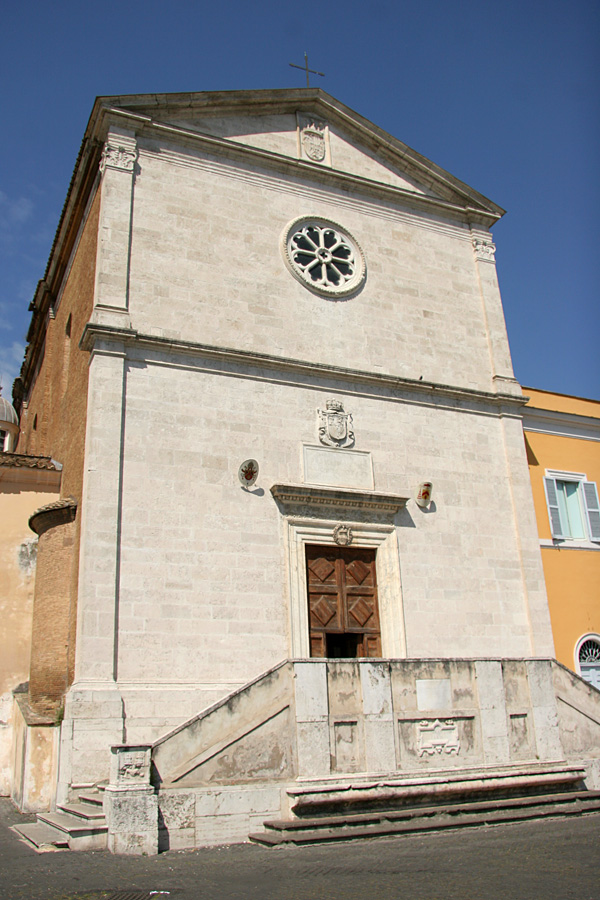
Imatge de l'església San Pietro in Montorio.

El títol cardenalici de San Pietro in Montorio (Sant Pere del Montorio o del Mont d'or), fou creat per Sixt V el 13 d'abril de 1587 amb la constitució apostòlica Religiosa. En títol recau sobre l'església homònima

## Titulars
- Costanzo Torri (o da Sarnano, o Buttafoco), O.F.M.Conv. (20 d'abril de 1587 - 20 de desembre de 1595 mort)
- Guido Pepoli (8 de gener de 1596 - juny de 1599 mort)
- Vacante (1599 - 1604)
- Anselmo Marzato, O.F.M.Cap. (24 de juny de 1604 - 17 d'agost de 1607 mort)
- Maffeo Barberini (12 de novembre de 1607 - 5 de maig de 1610 nomenat cardenal prevere de Sant'Onofrio, i després elegit papa Urbà VIII)
- Vacante (1610 - 1621)
- Cesare Gherarde (3 de març de 1621 - 30 de setembre de 1623 mort)
- Giovanni Doria (2 d'octubre de 1623 - 19 de novembre de 1642 mort)
- Vacante (1642 - 1650)
- Camillo Astalli-Pamphili (17 d'octubre de 1650 - 21 de desembre de 1663 mort)
- Celio Piccolomini (11 de febrer de 1664 - 24 de maig de 1681 mort)
- Marco Galli (17 de novembre de 1681 - 24 de juliol de 1683 mort)
- Leandro Colloredo, C.O. (30 de setembre de 1686 - 7 de novembre de 1689 nomenat cardenal prevere de Santi Nereo e Achilleo)
- Johannes von Goes (o Goës) (14 de novembre de 1689 - 19 d'octubre de 1696 mort)
- Domenico Maria Corsi (3 de desembre de 1696 - 6 de novembre de 1697 mort)
- Baldassarre Cenci (2 de desembre de 1697 - 26 de maig de 1709 mort)
- Antonio Francesco Sanvitale (9 de setembre de 1709 - 17 de desembre de 1714 mort)
- Bernardeno Scotti (5 de febrer de 1716 - 16 de novembre de 1726 mort)
- Marco Antonio Ansidei (10 de maig de 1728 - 6 de juliol de 1729 nomenat cardenal prevere de Sant'Agostino)
- Francesco Borghese (3 d'agost de 1729 - 31 de març de 1732 nomenat cardenal prevere de San Silvestro in Capite)
- Vincenzo Bichi (31 de març de 1732 - 16 de desembre de 1737 nomenat cardenal prevere de San Lorenzo in Panisperna)
- Vacante (1737 - 1740)
- Josef Dominick von Lamberg (16 de setembre de 1740 - 30 d'agost de 1761 mort)
- Vacante (1761 - 1782)
- Leopold Ernest von Firmian (19 d'abril de 1782 - 13 de març de 1783 mort)
- Vacant (1783 - 1819)
- Rodolfo Giovanni d'Asburgo-Lorena (4 de juny de 1819 - 24 de juliol de 1831 mort)
- Vacante (1831 - 1839)
- Antonio Tosti (21 de febrer de 1839 - 20 de març de 1866 mort)
- Paul Cullen (25 de juny de 1866 - 24 d'octubre de 1878 mort)
- Francisco de Paula Benavides y Navarrete (28 de febrer de 1879 - 30 de març de 1895 mort)
- Beato Ciriaco María Sancha y Hervás (2 de desembre de 1895 - 25 de febrer de 1909 mort)
- Enrique Almaraz y Santos (2 de desembre de 1912 - 22 de gener de 1922 mort)
- Enrique Reig y Casanova (25 de maig de 1923- 20 d'agost de 1927 mort)
- Felix-Raymond-Marie Rouleau, O.P. (22 de desembre de 1927 - 31 de maig de 1931 mort)
- Vacant (1931 - 1935)
- Isidre Gomà i Tomàs (19 de desembre de 1935 - 22 d'agost de 1940 mort)
- Enric Pla i Deniel (18 de febrer de 1946 - 5 de juliol de 1968 mort)
- Arturo Tabera Araoz, C.M.F. (30 d'abril de 1969 - 13 de juny de 1975 mort)
- Aloísio Leo Arlindo Lorscheider, O.F.M. (24 de maig de 1976 - 23 de desembre de 2007 mort)
- James Francis Stafford, des de l'1 de març de 2008